# Kenyatta Stadium
Kenyatta Stadium – wielofunkcyjny stadion w Machakos, w Kenii. Może pomieścić 8000 widzów. Obiekt był jedną z aren piłkarskiego Pucharu CECAFA 2013, gościł także wszystkie spotkania Mistrzostw Afryki w rugby 7 kobiet 2014.